# Manuel Perez (musicien)
Emanuel Manuel Perez né le 28 décembre 1871 à la Nouvelle-Orléans et mort en  1946, est un cornettiste et chef d'orchestre américain de jazz.